# Rycka församling
Rycka församling var en församling  i Skara stift i nuvarande Lidköpings kommun. Församlingen uppgick efter 1546 i Trässbergs församling.

## Administrativ historik
Församlingen har medeltida ursprung och uppgick efter 1546 i Trässbergs församling, efter att före dess liksom den ha ingått i Saleby pastorat.